# Plantago famarae
Plantago famarae är en grobladsväxtart som beskrevs av Eric R.Svensson Sventenius. Plantago famarae ingår i släktet kämpar, och familjen grobladsväxter. Inga underarter finns listade i Catalogue of Life.